# Newgrounds
Newgrounds es un sitio web de entretenimiento y una empresa estadounidense fundada por Tom Fulp en 1995 que almacena animaciones, videojuegos, música, dibujos y literatura. Es conocido por ser uno de los portales Flash más grandes de Internet y por hospedar a algunos juegos Flash que luego salieron a consolas, como Alien Hominid, Castle Crashers y Super Meat Boy.
Su sistema se basa en la participación de los usuarios, que suben los contenidos (animaciones, videojuegos, música y arte) e, igualmente, se encargan de valorarlos, decidiendo si queda dentro del sitio o es eliminado.
En la década de los 2000, Newgrounds jugó un rol importante sobre la cultura de Internet en lo general y en la industria independiente de los videojuegos. Newgrounds ha sido llamado "un momento distinto en la historia de los videojuegos" y un lugar "donde muchos animadores y desarrolladores ganaron experiencia y seguidores mucho antes que las redes sociales fueran otra cosa". La revista Time colocó el sitio web en el lugar 39° de su lista titulada "50 Best Websites" en 2010.

## Historia

### Primeros años
En 1991, a los 13 años, Tom Fulp lanzó un fanzine de la consola Neo Geo llamado New Ground, del cual distribuyó aproximadamente 100 copias. Utilizando un servicio de alojamiento, lanzó un sitio web llamado New Ground Remix en 1995, que era un sitio personal de Fulp y donde colocaba sus pequeños trabajos en Flash. El sitio aumentó en popularidad durante el verano de 1996, después de que Fulp creará los juegos de BBS de Club a Seal y Assassin mientras estudiaba en la Universidad de Drexel.
Posteriormente, Fulp lanzó segundas versiones de los dos juegos anteriores, junto a un nuevo sitio de almacenamiento llamado New Ground Atomix.

### Newgrounds
Entre 1998 y 1999, los sitios Remix y Atomix se combinan para formar Newgrounds. En ese mismo año, Fulp empieza a crear páginas en Macromedia Flash (y ahora nombrado Adobe Flash).
Entre algunos otros de los primeros juegos en Flash en aparecer son:
- Pico's School (lanzado en 1999, considerado en su momento como uno de los juegos Flash más sotisficados).[8][9]
- Teletubby Fun Land (por un problema legal con la BBC, se renombró como "Telebubby Fun Land).
- UFA (spin-off de Pico's School).
- Samurái Asshole..

Llegan los 2000 y el acceso a Internet crece, creándose la competencia para Newgrounds. Pero el sitio web ya había crecido bastante y es ahora el "prototipo" del portal Flash actual. Desde aquí se producen varias mejoras, como una barra de navegación, una nueva interfaz, las colecciones y, por primera vez, se escribe la historia del portal año por año, mostrando los mejores juegos de cada mes.
En 2004 el sitio es dado a conocer al mundo una vez más. Ese año es lanzado a consolas Alien Hominid (juego en Flash creado por Tom) que resulta ser un éxito, además de su "hermano menor" para Internet. El sitio gana más prestigio y sigue creciendo. En 2005 se celebra el "Clock Day" para homenajear al "Clock Crew", una animación flash sobre una fresa con un reloj por rostro que desea dominar Newgrounds. Ese día es donde el theme de la página cambia para homenajear a la animación, llegando varias animaciones y trabajos Flash como homenajes.
En 2006, el sitio es rediseñado y se añaden nuevas mejoras. En la interfaz actual, se celebran por primera vez el "Pico Day", junto con el "Lock Day", para homenajear a Lock Legión. En 2007 se celebra por primera vez el "Madness Day", un día dedicado a Madness Combat.
En noviembre de 2008, Newgrounds tenía más de 1,5 millones de usuarios y más de 130.000 animaciones. Esto aumentó en agosto de 2010, cuando se informó que el sitio tenía más de 2,2 millones de usuarios y más de 180.000 juegos y películas animadas, la mayoría de las cuales eran animaciones realizadas de manera individual, y otras realizadas en colaboración por varias personas. También se dijo en 2013 que los usuarios habían creado "cientos de miles de películas animadas y juegos en línea".
En 2018, Newgrounds comenzó a alentar a los contribuyentes a enviar sus juegos en formato HTML5 en lugar de Flash. Entre noviembre y diciembre de ese año, el sitio experimentó un incremento de usuarios provenientes de Tumblr debido a la restricción del contenido adulto por parte de ese sitio.
En el verano de 2019, la administración de Newgrounds dio a conocer Newgrounds Player, que algunos describen como una "solución para jugar juegos Flash y películas" alojadas en el sitio.
En abril de 2021, se lanzó una gran actualización para el juego de navegador Friday Night Funkin' exclusivamente en Newgrounds, lo que provocó que el servidor del sitio se sobrecargara después de una afluencia de tráfico del sitio.

## Series
Dentro de Newgrounds se han hecho populares algunas series de animación y juegos en Flash, entre las que destacan: Madness Combat, Pico, There she is!, Tankmen, Henry Stickmin, Meat Boy (la versión beta de Super Meat Boy), Brackenwood, etc. 
Se llama al universo Newgrounds a todas las series, colecciones o trabajos Flash que nacieron en Newgrounds. Actualmente, este universo se puede contar por miles de trabajos y más de 10.000 autores, junto a más de 20.000 usuarios.[actualizar]

## Tienda
Newgrounds ofrece una tienda en línea poniendo a la venta artículos tales como camisetas, llaveros, pegatinas o figuras.

## Newgrounds Player
Newgrounds Player es un programa distribuido por Newgrounds para ejecutar contenido en formato Flash solo de Newgrounds que no haya sido convertido a HTML5. Igualmente si borras Flash Player del todo desde la web oficial de Adobe, puedes descargar el desinstalador de Flash y después ejecutar algo con Newgrounds Player, te aparecerá el icono que mucha gente habrá visto en un programa que use Flash que es el logo de Flash de 2017 en beige e de información de ayuda. Habrá que reinstalar Newgrounds Player para que funcione, es decir, que Newgrounds Player funciona con Flash y eliminaron Flash por errores de seguridad (igualmente Newgrounds Player no es seguro porque Flash se eliminó por errores de seguridad).